# Neoclytus olivaceus
Neoclytus olivaceus là một loài bọ cánh cứng trong họ Cerambycidae.